# Strigătul
Strigătul (titlul original: în italiană Il grido) este un film dramatic italian, realizat în 1957 de regizorul Michelangelo Antonioni, protagoniști fiind actorii Steve Cochran, Alida Valli, Betsy Blair, Dorian Gray. 

## Conținut
O localitate mică cu o fabrică în câmpia Padului. Este iarnă și o ceață deasă învăluie peisajul, casele și oamenii. Când Irma află de moartea soțului ei plecat de ani de zile în Australia, se desparte de Aldo, cu care de șapte ani este împreună. Dorește un nou început, cu un bărbat de care s-a îndrăgostit de curând. Aldo este șocat și dorește să o rețină. În încercarea sa disperată, o pălmuiește în plină stradă față de locuitorii care îi privesc muți. 
Împreună cu Rosina fiica lor, Aldo părăsește localitatea. O vizitează pe Elvia, fosta prietenă a lui Aldo, care îl iubește încă. Elvia se bucură de prezența lui, dar când Irma aduce o valiză cu haine pentru Aldo și fetiță, își dă seama că Aldo a venit doar pentru că l-a părăsit Irma. Elvia îi cere să plece, iar dimineața următoare, Aldo și fiica sa, au dispărut.
Fără o destinație, tata și fiica străbat locurile pustii. În sfârșit, poposesc la atractiva și sigura de sine Virginia, care deține împreună cu tatăl ei o stație de benzină. Rosina se înțelege bine cu bătrânul, care era cam anarhist dar și băutor. Când între Aldo și Virginia se înfiripă o idilă, Rosina este năucită. Aldo o trimite cu un autobuz înapoi la mama ei, dându-și seama că fiică-sa suferă din cauza situației. Și în legătura sa cu Virginia, Aldo nu vede un viitor și o părăsește fără să-i zică ceva. 
Aldo o cunoaște pe Andreina, o tânără prostituată drăguță, veselă și plină de viață, care locuia într-o căsuță pe malul râului. Îi place de Aldo dar apatia și lipsa lui de activitate o termină. Când își caută un client ca să câștige câteva lire, o urmărește dar nu este în stare să decidă ceva în sprijinul relației lor. El pleacă lăsând-o dezamăgită.     
Cu autostopul, Aldo se întoarce în orașul său. O vede pe fiică-sa intrând în casa noului prieten a lui Irma. Privind prin fereastră, o zărește pe Irma înfășând un bebeluș. Se îndepărtează dar Irma văzându-l, fuge după el. E greu să îl ajungă pentru că o mulțime adunată în oraș, demonstrează împotriva construirii unui aeroport. Aldo ajunge la fabrica în care a lucrat cândva și se cațără pe un turn tocmai când Irma ajunge în curtea fabricii și îl zărește pe turn....

## Distribuție
- Steve Cochran - Aldo
- Alida Valli - Irma
- Betsy Blair - Elvia

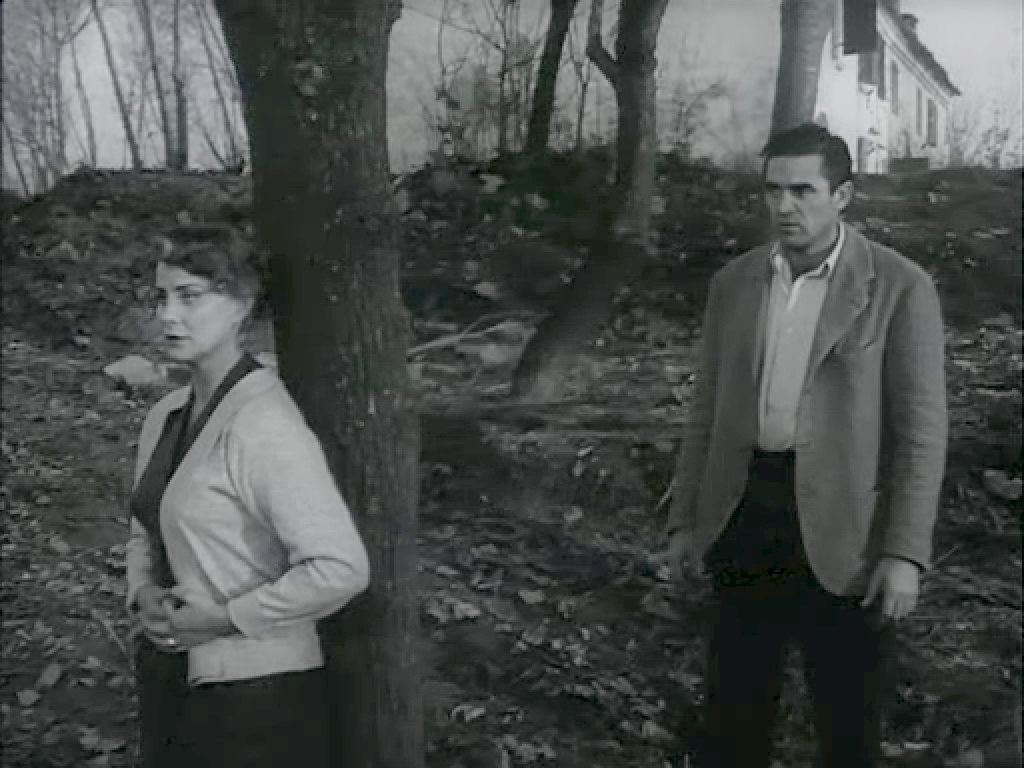
Alida Valli și Steve Cochran într-o scenă din film

- Gabriella Pallotta - Edera, sora mai mare al lui Elvia
- Gaetano Matteucci - logodnicul lui Edera
- Dorian Gray - Virginia
- Lynn Shaw - Andreina
- Elli Parvo - dna. Matilda
- Mirna Girardi - Rosina, fiica lui Irma și a lui Aldo
- Lilia Landi - Anna
- Pina Boldrini - Lina
- Guerrino Campanilli - tatăl lui Virginia
- Pietro Corvelatti - un pescar

## Premii
- 1957 - Festivalul Internațional de Film de la Locarno
  - Marele premiu al criticii
- 1958 Nastri d'argento
  - premiul pentru cea mai bună imagine
- 1959 - Festivalul filmului neorealist de la Avellino
  - Laceno d'oro pentru cel mai bun regizor